# Majorstuen (métro d'Oslo)
Majorstuen est une station du métro d'Oslo et une station de la ligne Briskeby, du tramway d'Oslo. Elle est située dans le quartier de Majorstuen, dans le bydel de Frogner.
Majorstuen est partagée par toutes les lignes du métro, et se situant juste après l'entrée du tunnel, est la seule station de la ligne commune à ne pas être située sous terre. Majorstuen était à l'origine le terminus de la ligne Holmenkollen, et le resta jusqu'à ce que le tunnel vers Nationaltheatret fût achevé.

## Situation sur le réseau

Plan du métro en 2016.

## Histoire

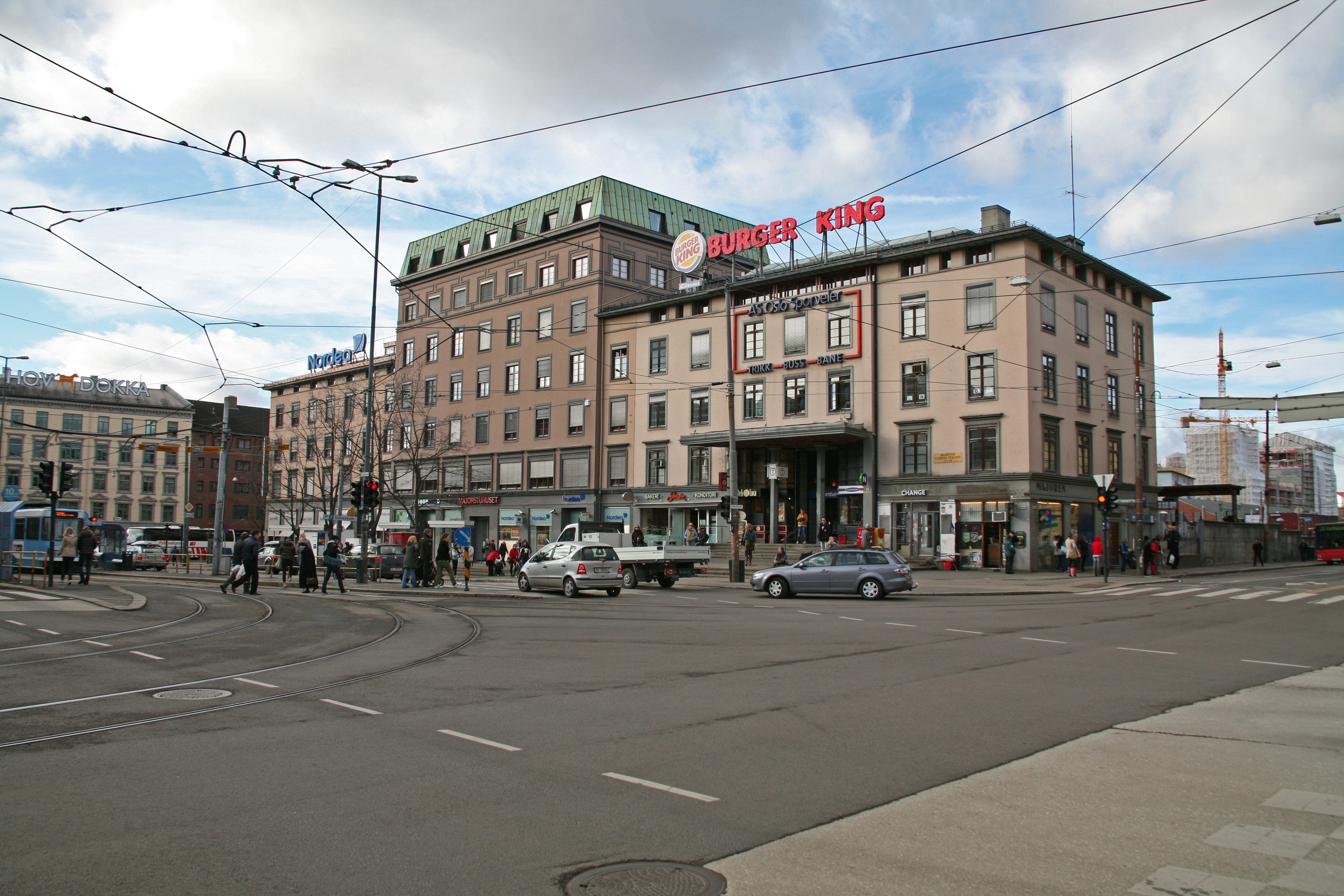
Majorstuhuset. Station de Tramway à gauche de l'image.

La station est ouverte en 1898 en tant que terminus de la ligne Holmenkollen, et reste ainsi jusqu'à ce que la Ligne Røa soit inaugurée en 1912. En 1928, le tunnel allant jusqu'à Nationaltheatret (appelé Tunnel commun) est construit. Majorstuen est la station de métro la plus proche de Frognerparken. Le nom a été adopté le 26 août 1981.
L'édifice original de Majorstuen fut construit en 1916, lorsque la Ligne Tryvann fut inaugurée. Il a été conçu par Erik Glosimodt qui a également conçu un certain nombre d'édifices de stations sur la Ligne Holmelkollen. Il y avait deux entrées : une pour la Ligne Holmenkollen, et une pour la Ligne Røa. Lorsque les travaux du métro eurent commencé, la station fut détruite, et, en 1930, Majorstuhus fut reconstruit, conçu par Kristofer Lange.
À un moment donné de la construction, le tunnel n'était pas loin de Majorstuen. La station Valkyrie plass fut alors créée.

## Services aux voyageurs

### Desserte

Installations et desserte
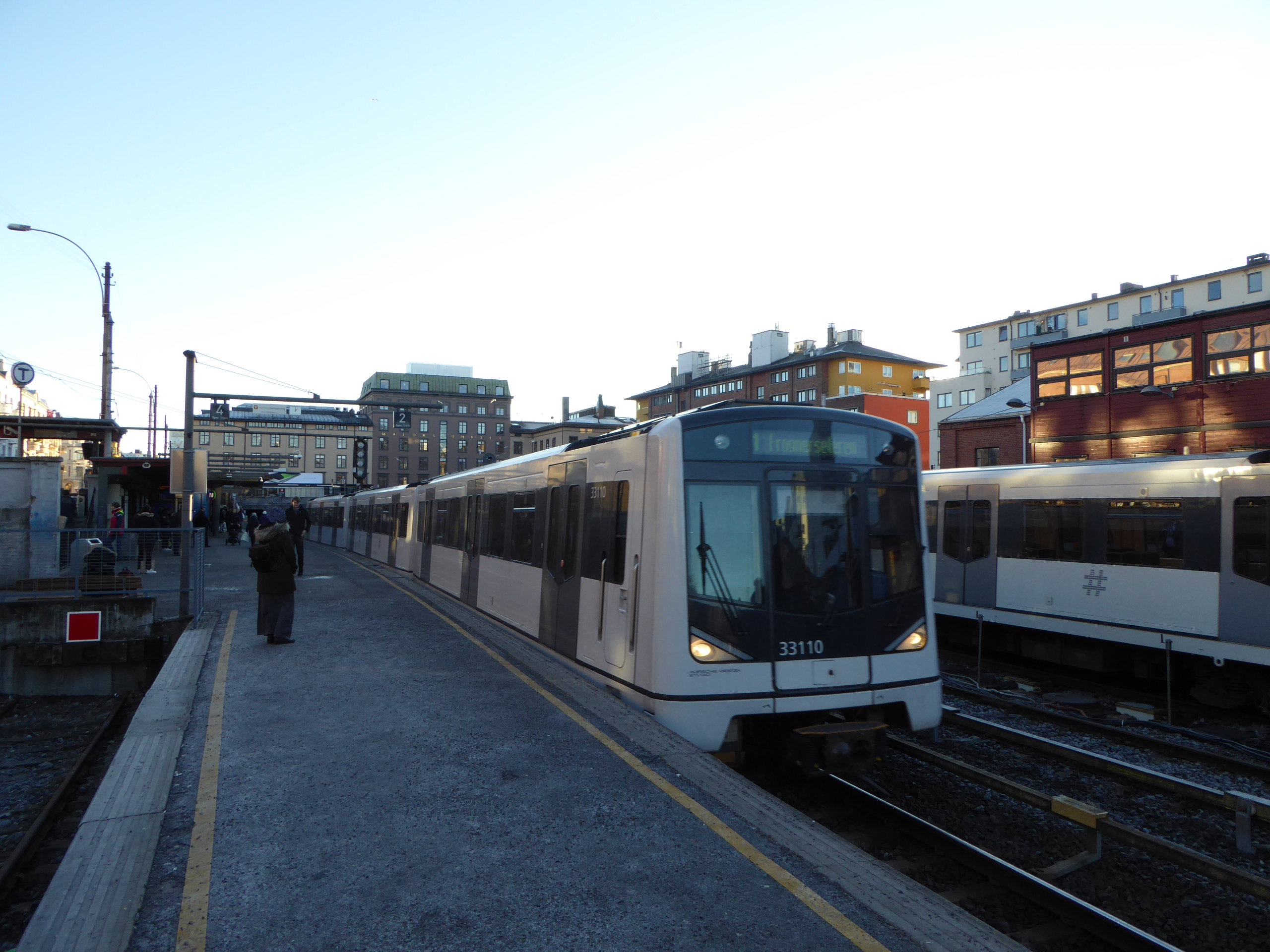
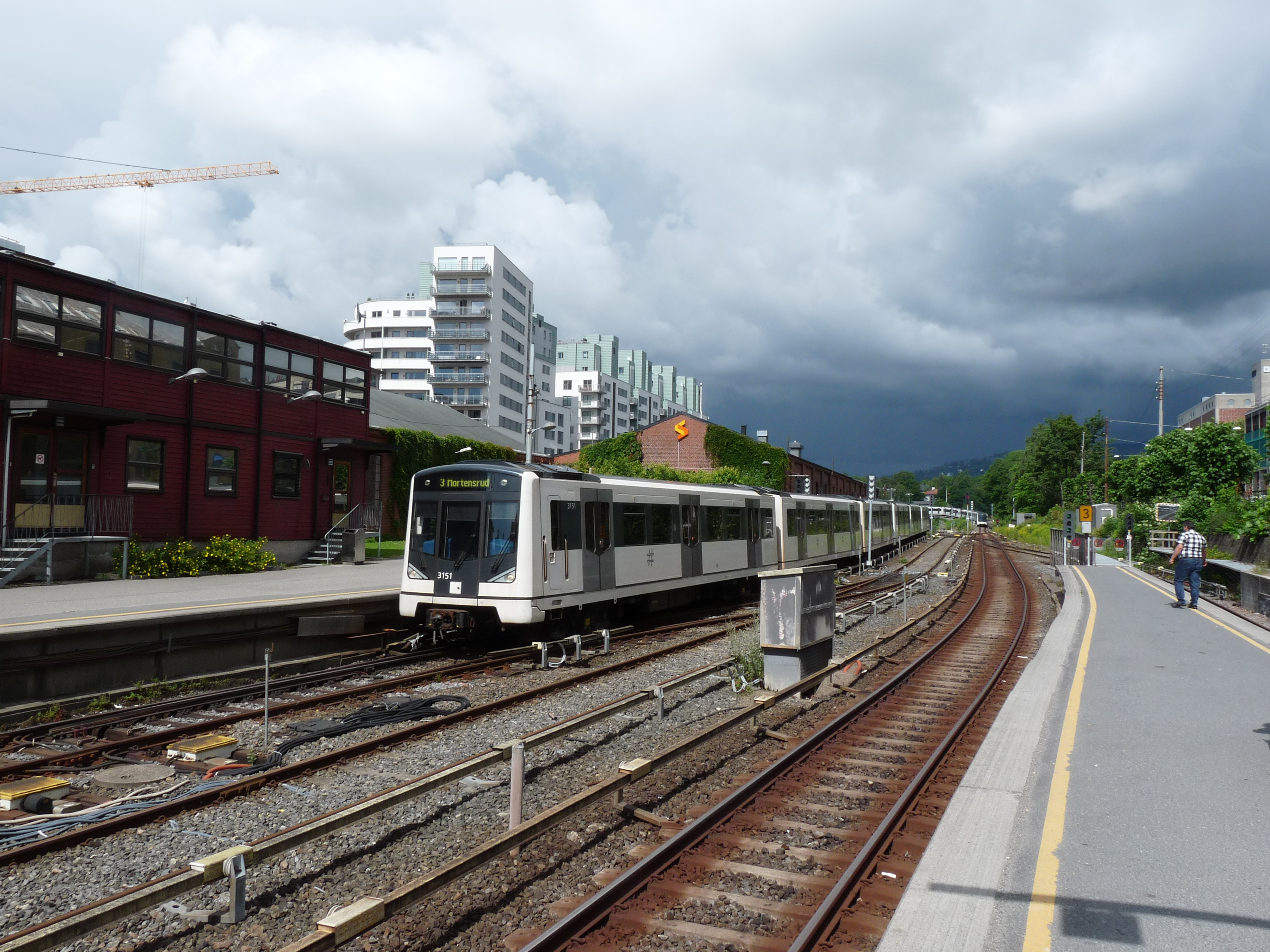
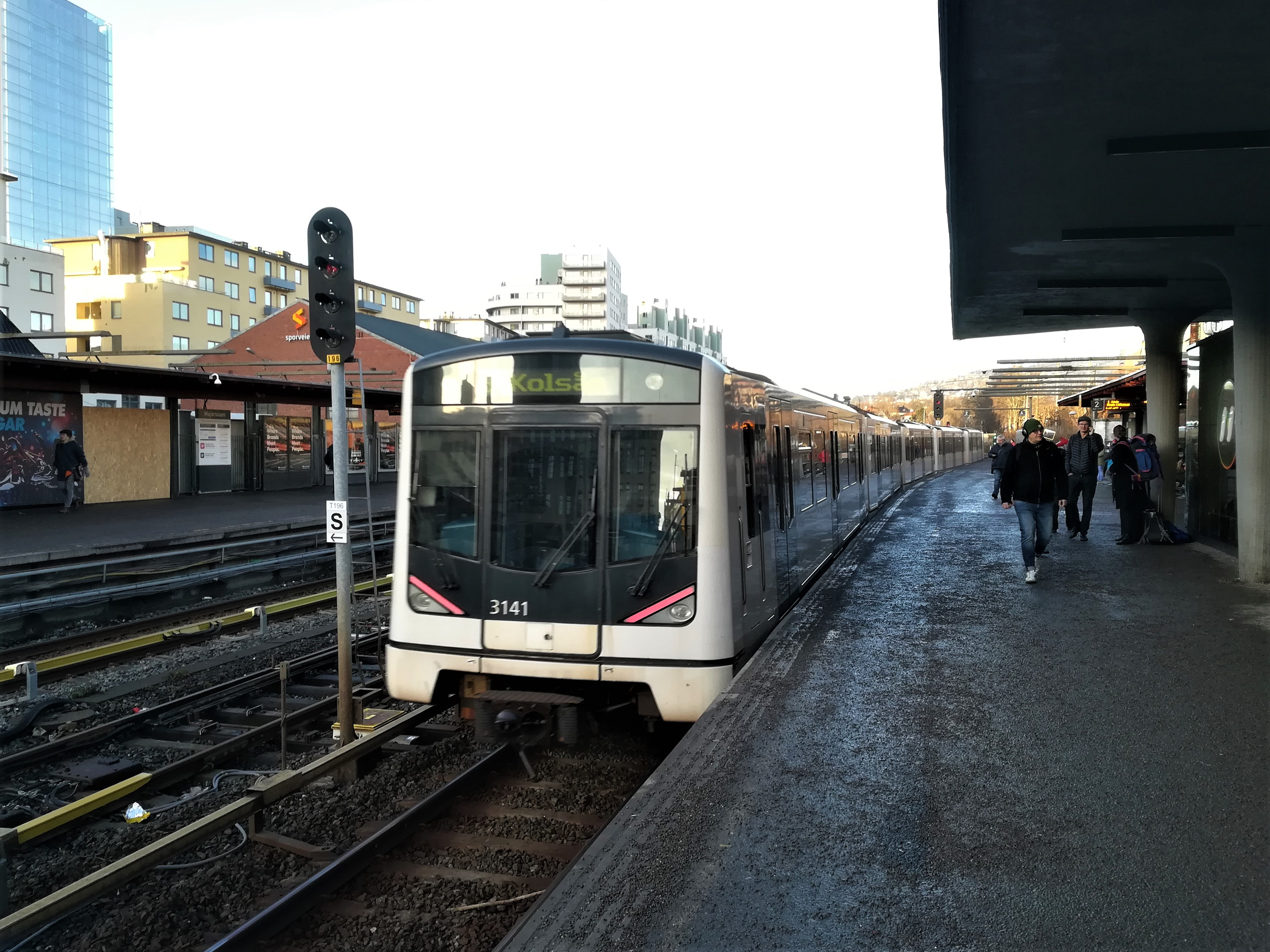